# Nguyễn Danh Dự
Nguyễn Danh Dự (1657-1714), tự Đôn Tĩnh, hiệu Chất Trai; là danh thần triều Lê trung hưng trong lịch sử Việt Nam.

## Tiểu sử sơ lược
Nguyễn Danh Dự sinh ra trong một gia đình có truyền thống Nho học tại làng Dương Liễu, tổng Dương Liễu, huyện Đan Phượng, phủ Quốc Oai, trấn Sơn Tây (nay là xã Dương Hòa, thành phố Hà Nội).
Khoa Ất Sửu (1685), niên hiệu Chính Hòa thứ 6 đời Lê Hy Tông, Nguyễn Danh Dự thi đỗ Hội Nguyên, Đệ Tam giáp đồng tiến sĩ xuất thân.
Sau khi thi đỗ, ông được bổ chức quan, lần lượt trải các chức: Phó đốc thị Nghệ An, Yên Quảng Hiến sát sứ, Thiêm sai Bồi tụng tri thị nội thư tả hộ phiên.... Ông từng được cử đi sứ sang nhà Thanh (Trung Quốc) trong một kỳ Tuế Cống kéo dài 23 tháng, từ tháng giêng Kỷ Sửu 1709 tới tháng mười một Canh Dần 1710. Sau chuyến bắc hành thành công với vai trò phó sứ này, ông được thăng Đông các Đại học sỹ, tước Nam. Ngay sau đó, được suy ân thăng Công Bộ Hữu Thị Lang, tước Tử. Ông cũng được phụng sai làm Chủ khảo một số khoa thi Hội, Thư Toán Khoa... 
Nguyễn Danh Dự mất năm Giáp Ngọ 1714 , hưởng thọ 58 tuổi, được truy tặng chức Lễ bộ Tả thị lang, tước Bá, tứ thụy Thuần Phác, Đặc Tiến Kim tử Vinh Lộc Đại Phu.

## Tác phẩm
Sinh thời Nguyễn Danh Dự có sáng tác ít nhiều thơ văn, nhưng nay chỉ còn 9 bài thơ chữ Hán được chép trong tập Toàn Việt thi lục. Tuyển giới thiệu một bài:
|  | Nguyên tác: 漢陽公館端午日 作客遲延歲月長 佳辰今又遇端陽 誠閑不假纒絲縷 德飽何妨泛酒觴 對戶槐隂清酷暑 逺塘荷蕋扇微香 許多情緒難逍遣 寤寐南樓與北堂 |  |  |  | Phiên âm Hán-Việt: Hán Dương Công Quán Đoan ngọ Nhật Tác khách trì diên tuế nguyệt trường, Giai thần kim hựu ngộ Đoan dương. Thành nhàn bất giả triền ti lũ, Đức bão hà phương phiếm tửu trường. Đối hộ hòe âm thanh khốc thử, Viễn đường hà nhị phiến vi hương. Hứa đa tình tự nan tiêu khiển, Ngụ mị nam lâu dữ bắc đường. |  |  |  | Dịch nghĩa: Ngày Tết Đoan ngọ ở công quán Hán Dương Làm lữ khách liên miên, tháng năm dài đằng đẵng, Nay lúc trời đẹp lại gặp tiết Đoan dương. Lòng thành ngăn được tà khí, cổ tay chẳng cần buộc chỉ Đức đã đủ thì rót tràn chén rượu có hại gì? Bóng râm cây hòe trước cửa làm dịu cơn nóng dữ, Nhị sen ở ao xa đưa mùi hương thoảng tới. Thật là nhiều tình cảm khó thể khuây khỏa được, Lúc thức lúc ngủ chỉ nhớ đến nhà bắc, lầu nam (*). |

(*) Nhà bắc chỉ mẹ già, lầu nam chỉ nơi làm việc, ý nói là nhớ quê hương (theo Văn học thế kỷ XV-XVII, tr. 1099). 
Bên canh mảng thơ văn, Nguyễn Danh Dự còn tham gia công việc khảo cứu, biên soạn. Theo sách Lịch Triều Hiến Chương Loại Chí, chương Văn Tịch Chí (Quyển XLIII), thì Phan Huy Chú đã ghi rõ Nguyễn Danh Dự có soạn bộ Thi Tự Thanh Ứng gồm 20 quyển. Trong sách Tìm hiểu kho sách Hán Nôm của nhà nghiên cứu Trần Văn Giáp (NXB Văn Hóa, Hà Nội, 1984), tác giả đã có những khám phá ban đầu kèm các tồn nghi về tác phẩm cũng như tác giả của bộ Thi Tự Thanh Ứng nói trên (trang 92, Tập 2, sách đã dẫn). Cũng theo sách trên, Thư Viện Khoa học Xã Hội (những năm 70-80 TK XX) có nêu rõ bộ sách này gồm "1529 bài thơ đề vịnh của các nhà thơ xưa và nay, chia làm 11 mục: thiên văn, địa lý, nhân sự,...". 

## Di tích
Hiện ở xã Dương Liễu vẫn còn di tích của dòng họ Nguyễn Danh và nhà thờ Tiến sĩ Nguyễn Danh Dự nằm gần đê sông Đáy, trông về hướng đông. Nhà thờ này có kết cấu theo kiểu chữ Nhị, ngoài là Đại bái, rồi tới Hậu cung. Ngày 21 tháng 10 năm 2005, nhà thờ trên được công nhận là di tích lịch sử cấp tỉnh.